# Xian de Darlag
Le xian de Darlag (tibétain : དར་ལག་རྫོང, Wylie : dar lag rdzong ;  达日县 ; pinyin : Dárì Xiàn) est un district administratif de la province du Qinghai en Chine. Il est placé sous la juridiction de la préfecture autonome tibétaine de Golog.

## Démographie
La population du district était de 22 498 habitants en 1999.

## Personnalités
Le 8 janvier 2012, Sonam Wangyal, aussi appelé Sopa Rinpoché, un maître tibétain respecté de la région de Golok, et âgé de 42 ans s'immola par le feu dans le centre-ville de Darlag,.
Khenpo Tenpa Dhargye, moine et disciple de Khenpo Jigme Phuntsok, a mené une campagne pour préserver la langue tibétaine avant d'être arrêté en mai 2024 avec 20 habitants du village de Ponkar dont le chef du village Gonpo Namgyal, libéré peu avant son décès le 18 décembre 2024, consécutif aux tortures qu'il a subi.